# Jan van Eijden

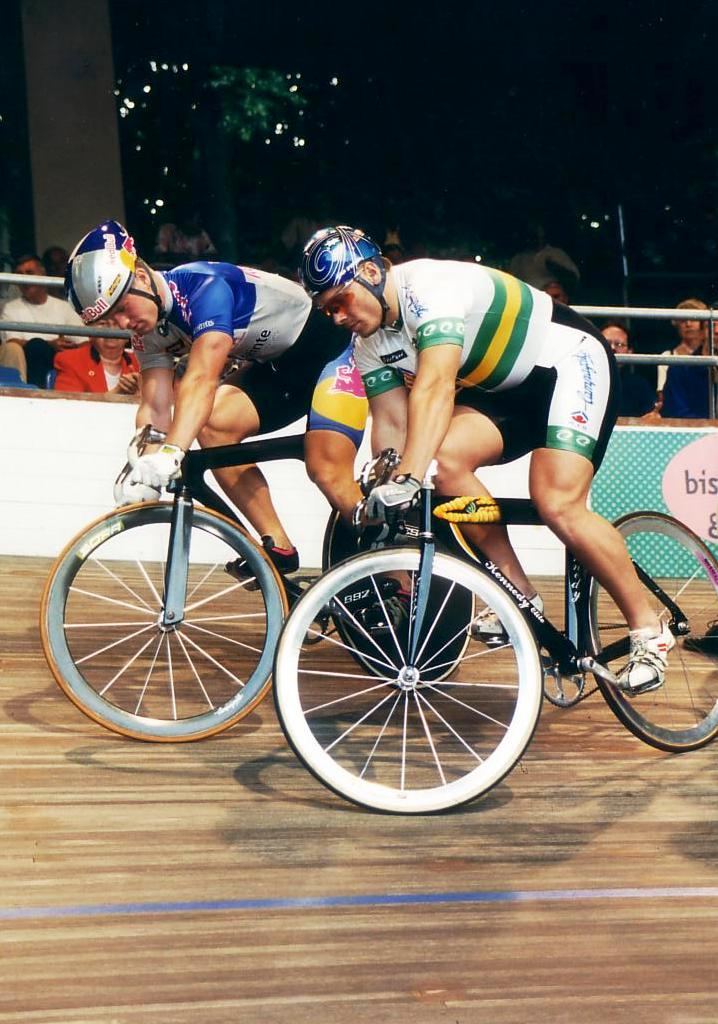
Van Eijden (l.) einem Stehversuch im Sprint mit Darryn Hill (1998)

Jan van Eijden (* 10. August 1976 in Bad Neuenahr-Ahrweiler) ist ein deutscher Radsporttrainer und ehemaliger Bahnradsportler.

## Sportliche Laufbahn
Jan van Eijden begann seine sportliche Laufbahn als BMX-Fahrer in seinem Wohnort Remagen auf der firmeneigenen BMX-Bahn des Radherstellers Schauff. Seinen ersten großen Titel gewann er 1994 auf der Bahn, als er Junioren-Weltmeister im 1000-Meter-Zeitfahren wurde. Er wurde zweimal Weltmeister der Elite, 1995 im Teamsprint (zusammen mit Michael Hübner und Jens Fiedler) und 2000 im Bahnsprint, sowie sechsmal deutscher Meister im Sprint und Teamsprint (damals noch „Olympischer Sprint“). Er startete für den RV Dudenhofen 1908 und trainierte auf der Radrennbahn Dudenhofen.
1999 wurde Jan van Eijden aufgrund erhöhter Hämatokritwerte wenige Tage vor den Heim-WM in Berlin gesperrt. Bei einem Langzeitversuch an der Universität Freiburg stellte sich heraus, dass er von Natur aus einen erhöhten Hämatokritwert aufweist. Mit einer Sondergenehmigung des Radsport-Weltverbandes Union Cycliste Internationale (UCI) konnte er wieder bei Rennen starten.
2000 nahm van Eijden an den Olympischen Spielen in Sydney teil und belegte im Sprint Rang fünf und im Keirin Rang vier. Von den internationalen Sprinterturnieren gewann er den Großen Preis von Büttgen 2003. und die Champion of Champions Trophy 2007. Im September 2006 bestritt er auf seiner Heimatbahn in Dudenhofen gegen den Briten Chris Hoy sein letztes Rennen.

## Arbeit als Trainer
2006 trat van Eijden als Aktiver zurück. Kurz danach wurde er Trainer der britischen Bahnrad-Nationalmannschaft, wo er bis 2021 für den Sprint-Bereich der Frauen zuständig war. Während diesen Jahren pendelte der mehrfache Familienvater zwischen England und Deutschland. Im November 2021 kündigte der Bund Deutscher Radfahrer an, dass er als Nachfolger von Detlef Uibel Trainer der deutschen Sprint-Nationalmannschaft wird.

## Erfolge
1994
- Junioren-Weltmeister – 1000-Meter-Zeitfahren

1995
- Weltmeister – Teamsprint (mit Michael Hübner und Jens Fiedler)

1996
- Weltmeisterschaft – 1000-Meter-Zeitfahren
- Deutscher Meister – Teamsprint (mit Michael Hübner und Jens Fiedler)

1997
- Weltmeisterschaft – Teamsprint (mit Eyk Pokorny und Sören Lausberg)
- Deutscher Meister – Teamsprint (mit Eyk Pokorny und Sören Lausberg)

1998
- Bahnrad-Weltcup in Victoria – Teamsprint (mit Jens Fiedler und Stefan Nimke)
- Deutscher Meister – Teamsprint (mit Jens Fiedler und Michael Scheurer)

1999
- Bahnrad-Weltcup in Mexiko-Stadt – Sprint
- Deutscher Meister – Teamsprint (mit Jens Fiedler und Eyk Pokorny)

2000
- Weltmeister – Sprint
- Deutscher Meister – Sprint, Teamsprint (mit Carsten Bergemann und Jens Fiedler)

2004
- Deutscher Meister – Sprint

2005
- Bahnrad-Weltcup in Moskau – Teamsprint (mit Sören Lausberg und Michael Seidenbecher)